# Municipio de Haskell (Kansas)
El municipio de Haskell (en inglés: Haskell Township) es un municipio ubicado en el condado de Haskell en el estado estadounidense de Kansas. En el año 2010 tenía una población de 2094 habitantes y una densidad poblacional de 4,2 personas por km².

## Geografía
El municipio de Haskell se encuentra ubicado en las coordenadas 37°33′31″N 100°52′37″O / 37.55861, -100.87694. Según la Oficina del Censo de los Estados Unidos, el municipio tiene una superficie total de 498.43 km², de la cual 498,1 km² corresponden a tierra firme y (0,07 %) 0,33 km² es agua.

## Demografía
Según el censo de 2010, había 2094 personas residiendo en el municipio de Haskell. La densidad de población era de 4,2 hab./km². De los 2094 habitantes, el municipio de Haskell estaba compuesto por el 87,15 % blancos, el 0,05 % eran afroamericanos, el 0,86 % eran amerindios, el 0,05 % eran asiáticos, el 9,89 % eran de otras razas y el 2,01 % eran de una mezcla de razas. Del total de la población el 24,93 % eran hispanos o latinos de cualquier raza.